# Mandragora Scream
Mandragora Scream ist eine italienische Dark-Metal-Band.

## Geschichte

### Frühe Jahre
Morgan Lacroix nahm 1999 ein erstes Demo mit vier Liedern, in den italienischen NEW SIN Studios, auf. 2000 wurde Lacroix dem Sänger, Gitarristen und Komponisten Tery Horn vorgestellt. Beide beschlossen eine Zusammenarbeit. Als erstes Ergebnis wurde Mandragora Scream’s Debütalbum Fairy Tales from Hell’s Caves (engl.: „Märchen aus den Höhlen der Hölle“) wurde schließlich 2001 über das deutsche Label Nuclear Blast / Capiranha Records veröffentlicht.
2003 erschien ihr zweites Album A Whisper of Dew ebenfalls bei Nuclear Blast. Das Album verfolgt das Konzept einer von Julio Angel Olivares Merino geschriebenen Vampirerzählung, welche Morgan Lacroix zum Album inspirierte.

### Madhouse und Volturna (2006–2011)
Madhouse ist das dritte Album, welches im 2006 beim bandeigenen Plattenlabel Lunatic Asylum Records erschien. Das Video zur Single Dark Lantern wurde, laut Bandeigenen Angaben, auf Youtube innerhalb von 6 Monaten mehr als eine Million aufgerufen. Im Januar 2007 erschien die CD/DVD Dragonfly welche 2 Videos aus dem Album Madhouse, zwei remasterte Songs und einen bisher unveröffentlichten Song enthält.
2009 erschien mit Jeanne D'Arc eine weitere Single in einer limitierten Auflage von 666 Kopien. Im Oktober 2009 erschien das vierte Studioalbum der Band Volturna, das Album verfolgte erneut das Konzept einer Vampirgeschichte. Gefolgt wurde dieses Album von einer Europatour, in der die Band als Support von The 69 Eyes und Christian Death spielte. In dieser Zeit erfolgte auch ein Line-Up-Wechsel und Max Rivers und Furyo stießen als Schlagzeuger bzw. Bassist zur Band.
2010 nahm Mandragora Scream am Heineken Jammin Festival teil und mit Breaking Dawn beim ersten Fantasy Horror Award. Im April/Mai 2011 ging die Band mit Cradle of Filth auf Russlandtour.

### Luciferland (2012)
2012 erschien das aktuelle Album Luciferland. Luciferland ist der Band zufolge ein Land der Götter, welches als Inspiration für das Konzept des Albums diente. Das Album wurde ausschließlich über die Bandwebseite und iTunes vertrieben. Die erste Auflage der CD (10.000 Kopien) war innerhalb einer Woche ausverkauft.
Mandragora Scream versteht sich nicht nur als musikalisches Projekt, sondern als Band die durch ihre Alben und Videos ein Bewusstsein für eine neue Zivilisation wecken möchte. Aus Aversion gegenüber üblichen Interviewfragen zu Album- und Bandnamen sowie dem Musikstil entschieden sich Mandragora Scream, ein etwa einstündiges Interview zu Luciferland aufzunehmen, welches von „Metal Hammer“-Journalist Filippo Pagani geführt wurde und Fragen der Theologie, Hermetik, Alchemie und Geschichte in einem völlig neuen Zusammenhang behandelte.

## Stil
Auf metal.de, wird die Musik der Band mit Within Temptation, Agathodaimon und Marilyn Manson verglichen. Ihre Musik wird als Dark Metal mit weiblichem Gesang harten Riffs, treibenden Drums und kontrastierenden Orchestereinlagen beschrieben.

## Diskografie

### Alben
- 2001: Fairy Tales From Hell’s Caves (Caipiranha Records)
- 2003: A Whisper of Dew (Nuclear Blast)
- 2006: Madhouse (Lunatic Asylum)
- 2009: Volturna (Lunatic Asylum)
- 2012: Luciferland (Lunatic Asylum)

### Andere
- 1999: Mandragora Scream (Demo)
- 2009: Jeanne d’Arc (Single) (Lunatic Asylum)
- 2007: Dragonfly (DVD) (Lunatic Asylum)